# 郑州公交6路
郑州公交6路是郑州市内一条公共汽车线路，开通于1956年，由郑州公交集团第二运营公司运营。本线路途径文化路全线，是文化路上最主要的公交线路。

## 线路历史

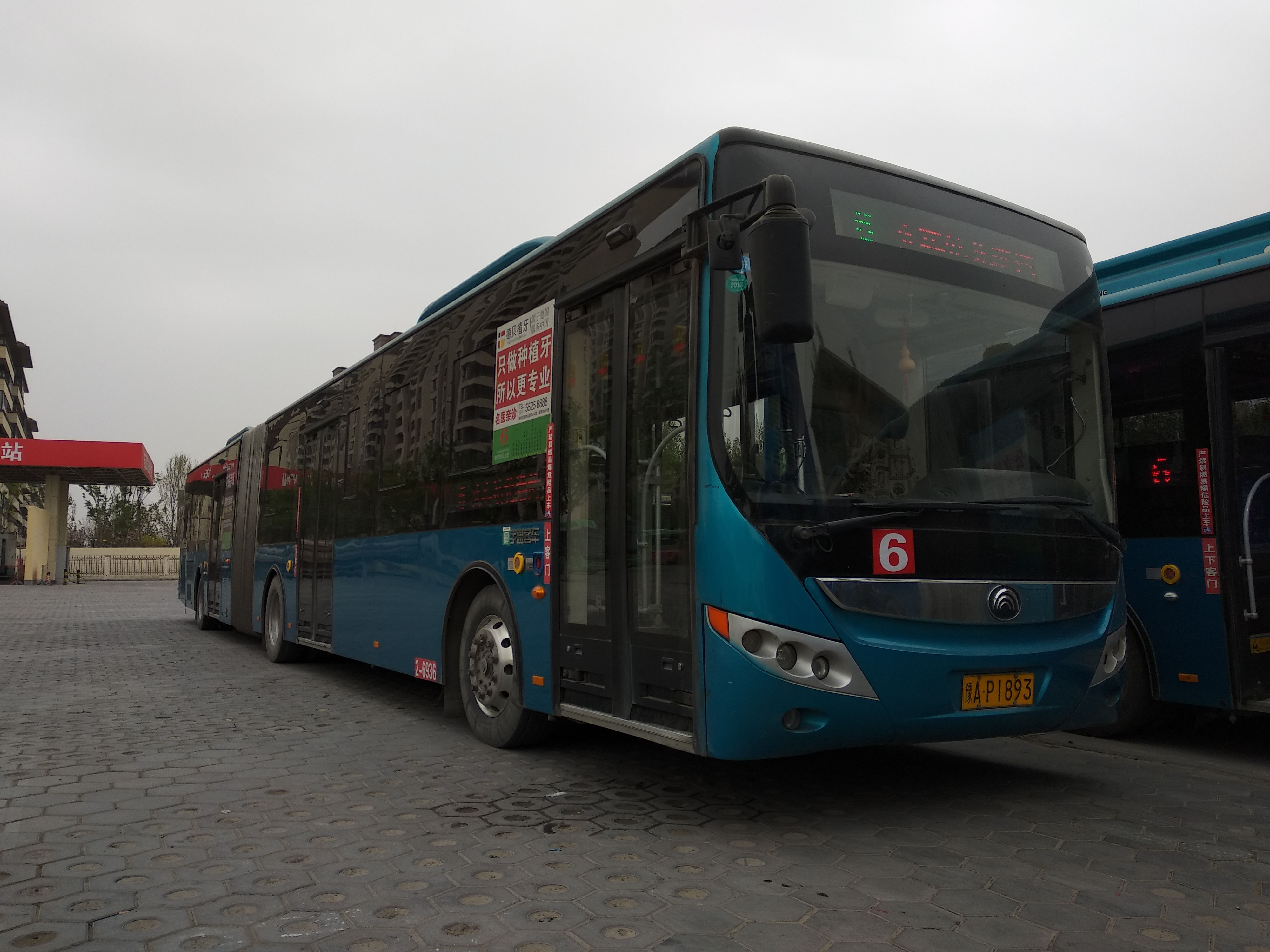
曾运行于6路的宇通ZK6180CHEVG1型铰接客车

6路开辟于1956年8月，最初的线路由二七广场发车，经二七路、文化路至河南农学院，全长5.9公里。1958年“大跃进”时期及1960-1962年期间，因油料供应紧张，配件供应不足，汽车完好率下降，本线路线收缩。1972年，郑州公交路线第二次大调整，6路线路改为由花园路口发车，途径农业路、文化路至火车站，长8.4公里。1982年，郑州公交路线第三次大调整，本线北端改为由关虎屯发车。
1995年，本线路北端起点站延长至陈寨。2001年6月5日，4路、101路和本线作为郑州公交最后3条有人售票线路，改为无人售票线路，代表着郑州公交所有线路均实现无人售票。
2005年7月，郑州公交开始大量引进空调车，开通行驶线路与本线大致相近，只对始末站和局部线路进行了调整的全空调车线路K6路。同年，开通来往于文化路东赵与火车站之间的95路，在陈寨与火车站之间的走向与本线一致。K6路后于2012年12月调整为现时的966路。
2016年11月23日起，本线北端终点站从陈寨延至东赵，即本线线路改为95路的线路，同时撤停95路。
6路的夜班服务为Y6路，前身为开通于2002年3月26日的806路。2018年1月30日，郑州公交夜班线路调整，夜班服务Y806路调整为Y6路，服务时间为4:30-5:45以及23:15-24:00。

## 线路基本资料

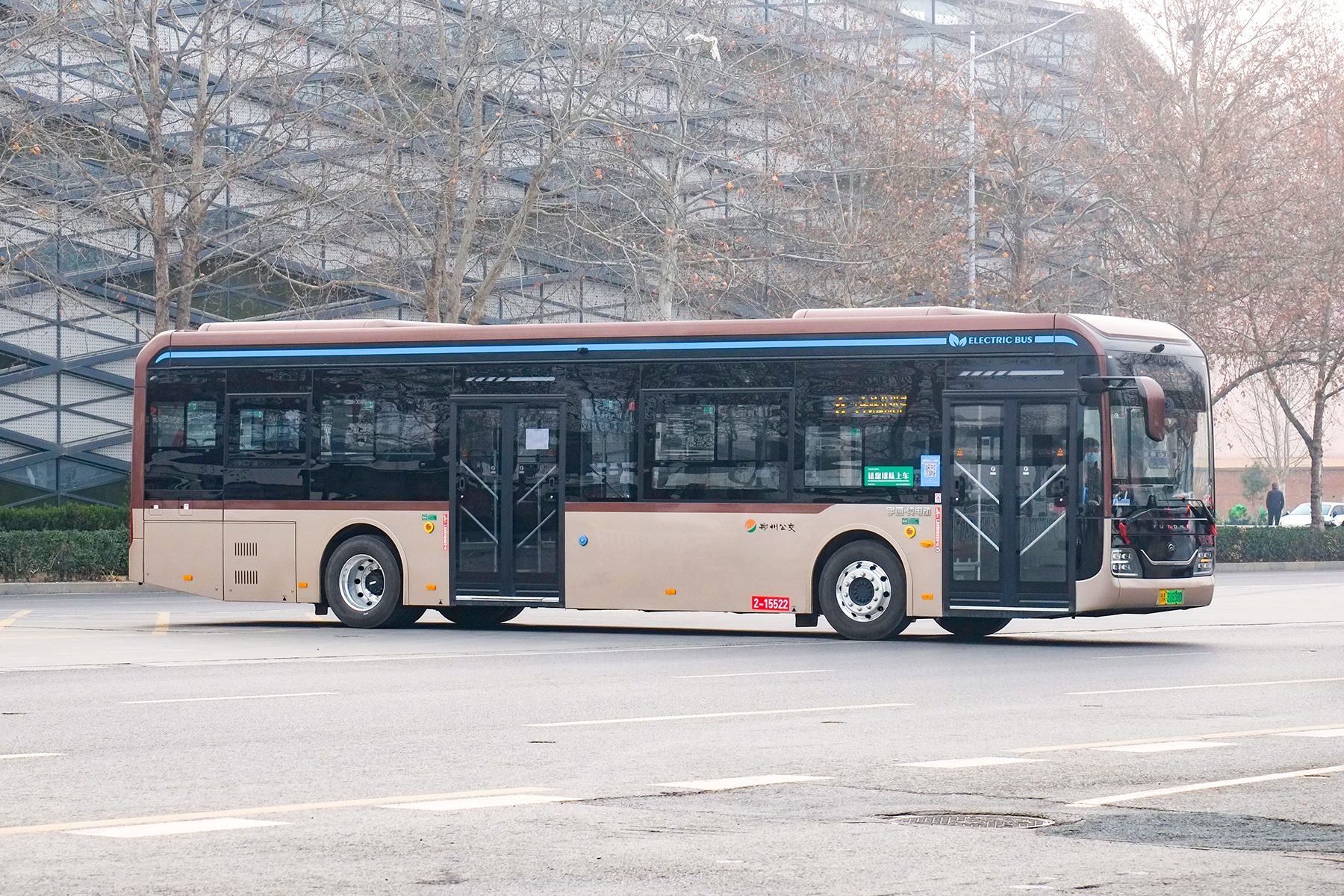
运行于6路的宇通E12型纯电动客车

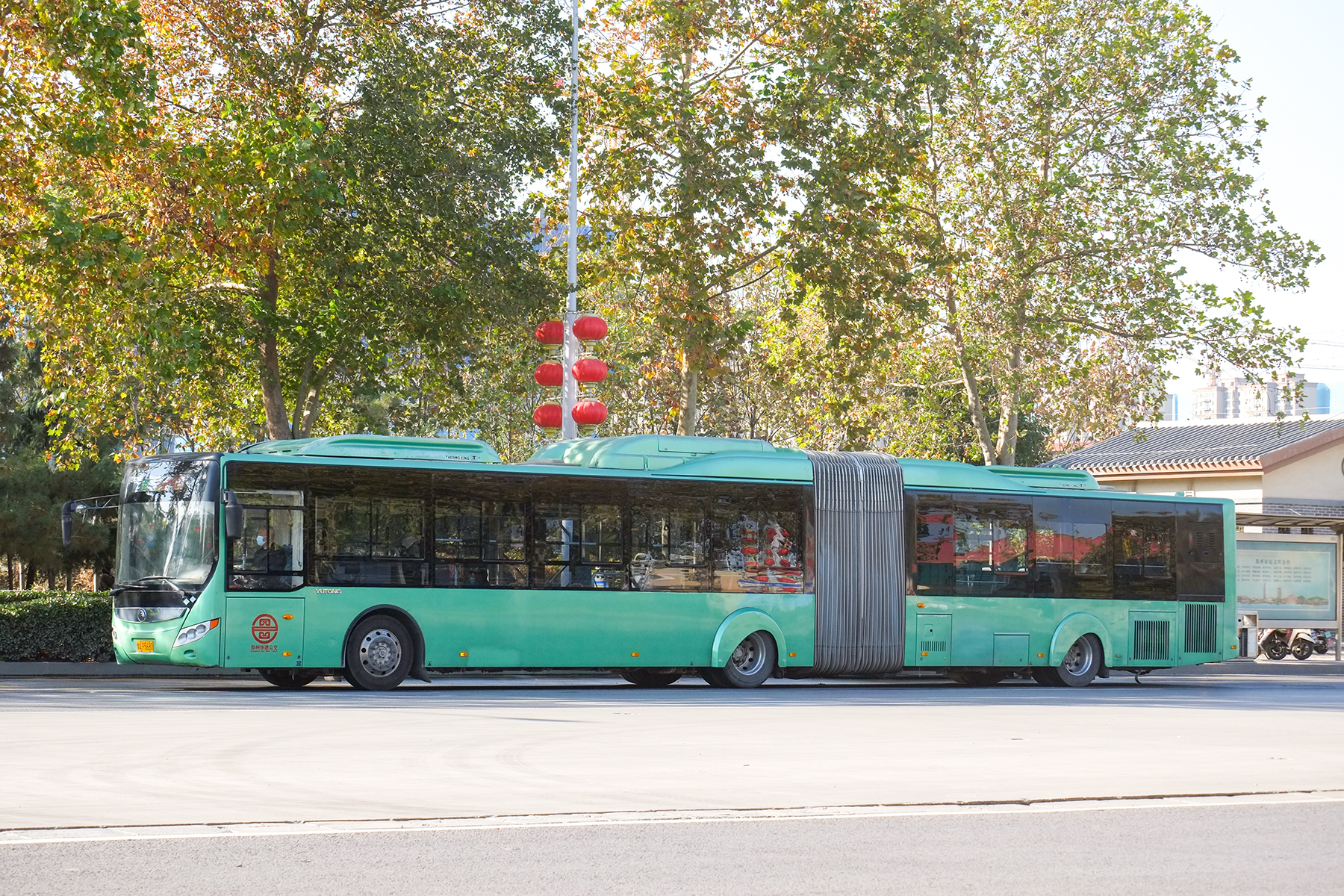
曾运行于6路的宇通ZK6180CHEVNPG3型混合动力铰接客车

### 线路走向
6路与夜班线路Y6路的走向一致。
- 下行：东赵公交站→火车站北港湾
  - 自东赵起经文化北路、文化路、二七路、解放路、福寿街、至郑州火车站北港湾止。
- 上行：火车站北港湾→东赵公交站
  - 自郑州火车站北港湾起经二马路、中原路、正兴街、二七路、文化路、文化北路至东赵止。

### 服务时间

#### 6路
- 东赵公交站：06:00～23:00
- 火车站北港湾：06:00～23:00

#### Y6路
- 东赵公交站：23:15～00:00、04:30～05:45
- 火车站北港湾：23:15～00:00、04:30～05:45

### 收费
- 全程单价人民币1元，无人售票，支持绿城通（普通储值卡8折，成人月票5折，学生月票2.5折，老年卡免费）、微信/支付宝乘车码及银联云闪付。

### 与郑州地铁的换乘
- █ 1号线：二七广场
- █ 2号线：黄河迎宾馆
- █ 3号线：二七广场
- █ 4号线：张家村
- █ 5号线：郑州人民医院

### 停站
6路上下行各停靠站点如下表所示：

#### 下行（东赵开出）
| 序号 | 站名               | 所在道路 | 轨交换乘       | 周边地点                                           |
| 1    | 东赵公交站         | 文化北路 |                | 万科天伦紫台                                       |
| 2    | 黄河迎宾馆         | 文化北路 |                | 黄河迎宾馆                                         |
| 3    | 文化路开元路       | 文化北路 | 2 黄河迎宾馆   | 郑州市实验高级中学、郑州师范学院                   |
| 4    | 文化路英才街       | 文化北路 |                | 郑州师范学院、河南牧业经济学院、美景万科广场       |
| 5    | 文化路杲村         | 文化北路 |                | 锦艺金水湾                                         |
| 6    | 文化路路寨         | 文化北路 |                | 瀚宇天悦、琉璃寺村                                 |
| 7    | 文化路三全路北     | 文化北路 |                | 安泰文苑                                           |
| 8    | 文化路三全路       | 文化北路 |                | 枫叶广场                                           |
| 9    | 文化路国基路       | 文化北路 | 4 张家村       | 美景美境                                           |
| 10   | 文化路公交站       | 文化北路 |                | 陈寨村                                             |
| 11   | 陈寨               | 文化北路 |                | 北晨颐商苑、航天商务大厦                           |
| 12   | 文化路博颂路       | 文化路   |                | 河南省工业学校、瀚海北金                           |
| 13   | 河南财经政法大学   | 文化路   |                | 河南财经政法大学文北校区、文化公园                 |
| 14   | 文化路东风路       | 文化路   |                | 凯隆广场、赛博数码广场                             |
| 15   | 创新大厦           | 文化路   |                | 创新大厦、河南科技市场                             |
| 16   | 文化路双铺路       | 文化路   |                | 时代公寓、海龙电子大厦                             |
| 17   | 文化路俭学街       | 文化路   |                | 河南省实验中学、金水区文化路第一小学               |
| 18   | 文化路农业路       | 文化路   |                | 河南农业大学、郑州市第九中学                       |
| 19   | 文化路丰产路       | 文化路   |                | 河南农业大学、河南省社会科学院                     |
| 20   | 文化路红专路       | 文化路   |                | 郑州大学北校区                                     |
| 21   | 郑州人民医院       | 文化路   | 5 郑州人民医院 | 郑州人民医院、河南省会计学校、金水区文化路第二小学 |
| 22   | 文化路任寨北街     | 文化路   |                | 文化嘉园                                           |
| 23   | 新通桥             | 文化路   |                | 河南省商务厅、河南省体育馆                         |
| 24   | 人民公园东门       | 二七路   |                | 人民公园                                           |
| 25   | 百货大楼           | 二七路   |                | 丹尼斯大卫城、郑州百货大楼                         |
| 26   | 二七广场（二七路） | 二七路   | 13 二七广场    | 二七广场、郑州市口腔医院、郑州华联商厦             |
| 27   | 火车站北港湾       | 兴隆街   | 郑州站         | 郑州站东广场、郑州国际小商品城、郑州长途汽车中心站 |

#### 上行（火车站北港湾开出）
| 序号 | 站名             | 所在道路 | 轨交换乘       | 周边地点                                           |
| 1    | 火车站北港湾     | 兴隆街   | 郑州站         | 郑州站东广场、郑州国际小商品城、郑州长途汽车中心站 |
| 2    | 二七广场正兴街   | 正兴街   | 13 二七广场    | 二七广场、德化街                                   |
| 3    | 百货大楼         | 二七路   |                | 丹尼斯大卫城、郑州百货大楼                         |
| 4    | 人民公园东门     | 二七路   |                | 人民公园                                           |
| 5    | 新通桥           | 文化路   |                | 河南省商务厅、河南省体育馆                         |
| 6    | 文化路任寨北街   | 文化路   |                | 文化嘉园                                           |
| 7    | 郑州人民医院     | 文化路   | 5 郑州人民医院 | 郑州人民医院、河南省会计学校、金水区文化路第二小学 |
| 8    | 文化路红专路     | 文化路   |                | 郑州大学北校区                                     |
| 9    | 文化路丰产路     | 文化路   |                | 河南农业大学、河南省社会科学院                     |
| 10   | 文化路俭学街     | 文化路   |                | 河南省实验中学、金水区文化路第一小学               |
| 11   | 文化路双铺路     | 文化路   |                | 时代公寓、海龙电子大厦                             |
| 12   | 创新大厦         | 文化路   |                | 创新大厦、河南科技市场                             |
| 13   | 文化路东风路     | 文化路   |                | 凯隆广场、赛博数码广场                             |
| 14   | 河南财经政法大学 | 文化路   |                | 河南财经政法大学文北校区、文化公园                 |
| 15   | 文化路博颂路     | 文化路   |                | 河南省工业学校、瀚海北金                           |
| 16   | 陈寨             | 文化北路 |                | 北晨颐商苑、航天商务大厦                           |
| 17   | 文化路公交站     | 文化北路 |                | 陈寨村                                             |
| 18   | 文化路国基路     | 文化北路 | 4 张家村       | 美景美境                                           |
| 19   | 文化路三全路     | 文化北路 |                | 枫叶广场                                           |
| 20   | 文化路三全路北   | 文化北路 |                | 安泰文苑                                           |
| 21   | 文化路宏康路     | 文化北路 |                | 瀚宇天悦、琉璃寺村                                 |
| 22   | 文化路杲村       | 文化北路 |                | 锦艺金水湾                                         |
| 23   | 文化路英才街     | 文化北路 |                | 郑州师范学院、河南牧业经济学院、美景万科广场       |
| 24   | 文化路开元路     | 文化北路 | 2 黄河迎宾馆   | 郑州市实验高级中学、郑州师范学院                   |
| 25   | 黄河迎宾馆       | 文化北路 |                | 黄河迎宾馆                                         |
| 26   | 东赵公交站       | 文化北路 |                | 万科天伦紫台                                       |